# Liste der Naturdenkmale in Schechingen
| Naturdenkmale | Anzahl |
| ------------- | ------ |
| FND           | 1      |
| END           | 3      |
| Gesamt        | 4      |

Die Liste der Naturdenkmale in Schechingen nennt die verordneten Naturdenkmale (ND) der im baden-württembergischen Ostalbkreis liegenden Gemeinde Schechingen. In Schechingen gibt es insgesamt vier als Naturdenkmal geschützte Objekte, davon ein flächenhaftes Naturdenkmal (FND) und drei Einzelgebilde-Naturdenkmale (END).
Stand: 1. November 2016.

## Flächenhafte Naturdenkmale (FND)
| Name                     | Bild | Kennung     | Einzelheiten | Position | Fläche Hektar | Datum |
| ------------------------ | ---- | ----------- | ------------ | -------- | ------------- | ----- |
| Rondell                  | BW   | 81360620005 | Schechingen  | ⊙        | 0,1           |       |
| Legende für Naturdenkmal |      |             |              |          |               |       |

## Einzelgebilde (END)
| Name                           | Bild | Kennung     | Einzelheiten | Position | Fläche Hektar | Datum |
| ------------------------------ | ---- | ----------- | ------------ | -------- | ------------- | ----- |
| Lindenallee an der Hauptstraße | BW   | 81360620003 | Schechingen  | ⊙        | 0,0           |       |
| 1 Eiche beim Eichhof           |      | 81360620002 | Schechingen  | ???      | 0,0           |       |
| 1 Eiche mit Feldkreuz          | BW   | 81360620001 | Schechingen  | ⊙        | 0,0           |       |
| Legende für Naturdenkmal       |      |             |              |          |               |       |